# 喀尔赛镇
喀尔赛镇，是中华人民共和国新疆维吾尔自治区和田地區墨玉县下辖的一个乡镇级行政单位。
2014年，新疆维吾尔自治区人民政府批复同意撤销喀尔赛乡建制，设立喀尔赛镇。

## 行政区划
喀尔赛镇下辖以下地区：
阿热勒村、恰其库木村、巴什科瑞克村、喀尔墩村、阿拉库木村、哈曼艾日克村、派海孜墩村、赛先拜巴扎村、阔什铁热克村、巴扎博依村、巴格其村、昆其村、布拉克村、艾普艾格勒村、哈塔村、艾吉克村、库木什库勒村、尕孜艾格勒村、特日木村、夏勒迪让村、台吐尔库勒村、库匀墩村、英也尔村、尧勒瓦斯哈纳村、吉格代库都克村、喀克勒克村、依提帕克村、尤勒滚墩村、塔格墩村、阔恰尤勒滚村、阿依丁库勒村和博斯坦村。